# UFC 273
UFC 273: Volkanovski vs. The Korean Zombie foi um evento de artes marciais mistas produzido pelo Ultimate Fighting Championship que aconteceu em 9 de abril de 2022, na VyStar Veterans Memorial Arena em Jacksonville, Flórida, Estados Unidos.

## Background
Este evento inicialmente estava vinculado ao Barclays Center em Brooklyn, Nova York. No entanto, a organização optou por transferi-lo para a VyStar Veterans Memorial Arena em Jacksonville, Flórida.

## Resultados
Nota 1 Pelo cinturão peso pena do UFC.
Nota 2 Pelo cinturão peso galo do UFC.

## Bônus da noite
Os seguintes lutadores receberam bônus de $50.000:
- Luta da noite: Khamzat Chimaev vs. Gilbert Burns
- Performance da noite: Alexander Volkanovski and Alexey Oleynik

Enquanto o UFC normalmente distribui quatro prêmios bônus para cada evento, três "Fan Bonus of the Night" serão concedidos pela Crypto.com, como parte do acordo de incentivo aos kits de luta no patrocínio do UFC, para cada evento pay-per-view, começando com o UFC 273. Os espectadores podiam votar até três vezes por pay-per-view no Crypto.com/FanBonus, começando com a abertura do card preliminar do PPV e terminando uma hora após a conclusão do card principal. TOs bônus são pagos em bitcoin e em dólares americanos, variando de US$30.000 para o primeiro lugar, US$20.000 para o segundo lugar e US$10.000 para o terceiro lugar. Os vencedores dos prêmios inaugurais foram: The winners of the inaugural awards were:
- Primeiro Lugar: Khamzat Chimaev
- Segundo Lugar: Alexander Volkanovski
- Terceiro Lugar: Petr Yan